# Comuna Nănești, Vrancea
Nănești este o comună în județul Vrancea, Moldova, România, formată din satele Călienii Noi, Călienii Vechi și Nănești (reședința). Se află în Câmpia Siretului Inferior[*]; lângă Siret; și la o altitudine de 13 m deasupra nivelului mării. Are o suprafață de 49,51 km². Populația este de 1.849 locuitori, determinată în 1 decembrie 2021, prin recensământ, chestionar.

## Așezare
Comuna se află în extremitatea de sud-est a județului, la limita cu județul Galați, pe malul drept al Siretului. Este traversată de șoseaua națională DN23, care leagă Focșaniul de Brăila. La Nănești, din acest drum se ramifică șoseaua națională DN25A, care duce la est peste Siret în județul Galați la Fundeni (unde se termină în DN25 care face legătura cu Galați). Tot lângă Nănești, din DN23 se ramifică șoseaua județeană DJ204N, care duce spre est tot în județul Galați la Nămoloasa.

## Demografie
Componența etnică a comunei Nănești
     Români (89,4%)
     Alte etnii (10,6%)
Componența confesională a comunei Nănești
     Ortodocși (87,56%)
     Alte religii (1,78%)
     Necunoscută (10,65%)
Conform recensământului efectuat în 2021, populația comunei Nănești se ridică la 1.849 de locuitori, în scădere față de recensământul anterior din 2011, când fuseseră înregistrați 2.055 de locuitori. Majoritatea locuitorilor sunt români (89,4%). Din punct de vedere confesional, majoritatea locuitorilor sunt ortodocși (87,56%), iar pentru 10,65% nu se cunoaște apartenența confesională.

## Istorie
La sfârșitul secolului al XIX-lea, comuna făcea parte din plasa Biliești a județului Putna și era formată doar din satul de reședință, cu 983 de locuitori. În comună funcționa o singură biserică. La acea vreme, pe teritoriul actual al comunei mai funcționa în aceeași plasă și comuna Călieni, cu satele Călieni și Malurile, având în total 1246 de locuitori. În comuna Călieni funcționau o biserică și o școală mixtă cu 57 de elevi (dintre care 5 fete).
Anuarul Socec din 1925 consemnează ambele comune în aceeași plasă. Comuna Nănești avea în satele Belciugu și Nănești 1060 de locuitori, iar comuna Călieni avea 1520 de locuitori în același două sate (Călieni și Maluri).
În 1950, comunele au fost transferate la raionului Măicănești din regiunea Putna, apoi (după 1952) raionului Liești din regiunea Galați și mai târziu (după 1960) raionului Galați din aceeași regiune. În 1968, ele au fost trecute la județul Vrancea, iar comuna Călieni a fost desființată și inclusă în comuna Nănești.

## Monumente istorice
Cinci monumente istorice din comuna Nănești se regăsesc în lista monumentelor istorice din județul Vrancea. Prima este Situl arheologic de la Nănești, punct „Gorgan”, iar următoarele patru sunt așezări, din Epoca medievală, Epoca Medievală timpurie și Hallstatt.

## Obiective turistice
Comuna este deservită de două obiective turistice. Prima este un pasaj de păsări călătoare, în zona umedă Lalu. Se poate pescui sportiv, în bălțile din satele Nănești și Călienii Noi.

## Politică și administrație
Comuna Nănești este administrată de un primar și un consiliu local compus din 11 consilieri. Primarul, Florin-Cezarian Bucșă[*], de la Partidul Național Liberal, este în funcție din 1 noiembrie 2024. Începând cu alegerile locale din 2024, consiliul local are următoarea componență pe partide politice:
|  | Partid                    | Consilieri | Componența Consiliului | Componența Consiliului | Componența Consiliului | Componența Consiliului | Componența Consiliului |
|  | ------------------------- | ---------- | ---------------------- | ---------------------- | ---------------------- | ---------------------- | ---------------------- |
|  | Partidul Social Democrat  | 5          |                        |                        |                        |                        |                        |
|  | Partidul Național Liberal | 5          |                        |                        |                        |                        |                        |
|  | Alianța Dreapta Unită     | 1          |                        |                        |                        |                        |                        |